# Ketgut
Katgut, ketgut (z ang. catgut, prawdopodobnie od cattle – bydło, gut – jelito), struna chirurgiczna – włókno wytwarzane z baranich lub kozich jelit charakteryzujące się dobrymi właściwościami mechanicznymi, ulegające biodegradacji. Stosowane w chirurgii. Szwy wykonane z catgutu wchłaniane są stopniowo przez organizm pacjenta, rozpuszczając się bez żadnych pozostałości. Umożliwia to jednoczesne łączenie kilku warstw tkanek bez potrzeby usuwania szwów. Obecnie zastępowane przez syntetyczne włókna wchłanialne np. poliglikolowe.
W Europie wprowadzone w XIX wieku przez angielskiego chirurga Josepha Listera.